# Limehouse (DLR)
Ne doit pas être confondu avec gare de Limehouse.
Limehouse (en anglais : Limehouse DLR Station), est une station de la ligne de métro léger automatique Docklands Light Railway (DLR), en zone 2 Travelcard. Elle  est située sur la Commercial Road, à Limehouse dans le borough londonien de Tower Hamlets sur le territoire du Grand Londres.
C'est une station de correspondances, quelques mètres à pied, avec la gare de Limehouse desservie par les trains voyageurs de c2c.

## Situation sur le réseau

Plan de la ligne du métro léger DLR.

Située en aérien, Limehouse est une station, de la branche ouest de la ligne de métro léger Docklands Light Railway, elle est établie entre les stations :  Shadwell, en direction des terminus Bank ou Tower Gateway, et Westferry, en direction du nœud ferroviaire de Poplar(,). Elle est en zone 2 Travelcard.
La station dispose des deux voies de la ligne, numérotées 3 et 4, encadrées par 2 quais latéraux.

## Histoire
La station Limehouse (DLR) est mise en service le 31 août 1987 par le Docklands Light Railway.
En 2016, la fréquentation de la station est de 9,087 millions d'utilisateurs.

## Services aux voyageurs

### Accès et accueil
La station dispose : d'une entrée sur la Bekesbourn Street, en lien avec l'entrée de la gare de Limehouse pour faciliter les correspondances, et d'une entrée sur la Branch Road.

### Desserte
La station Limehouse DLR est desservie par les rames des relations : Bank - Woolwich Arsenal, Bank - Lewisham et Tower Gateway - Beckton,.

Installations et desserte
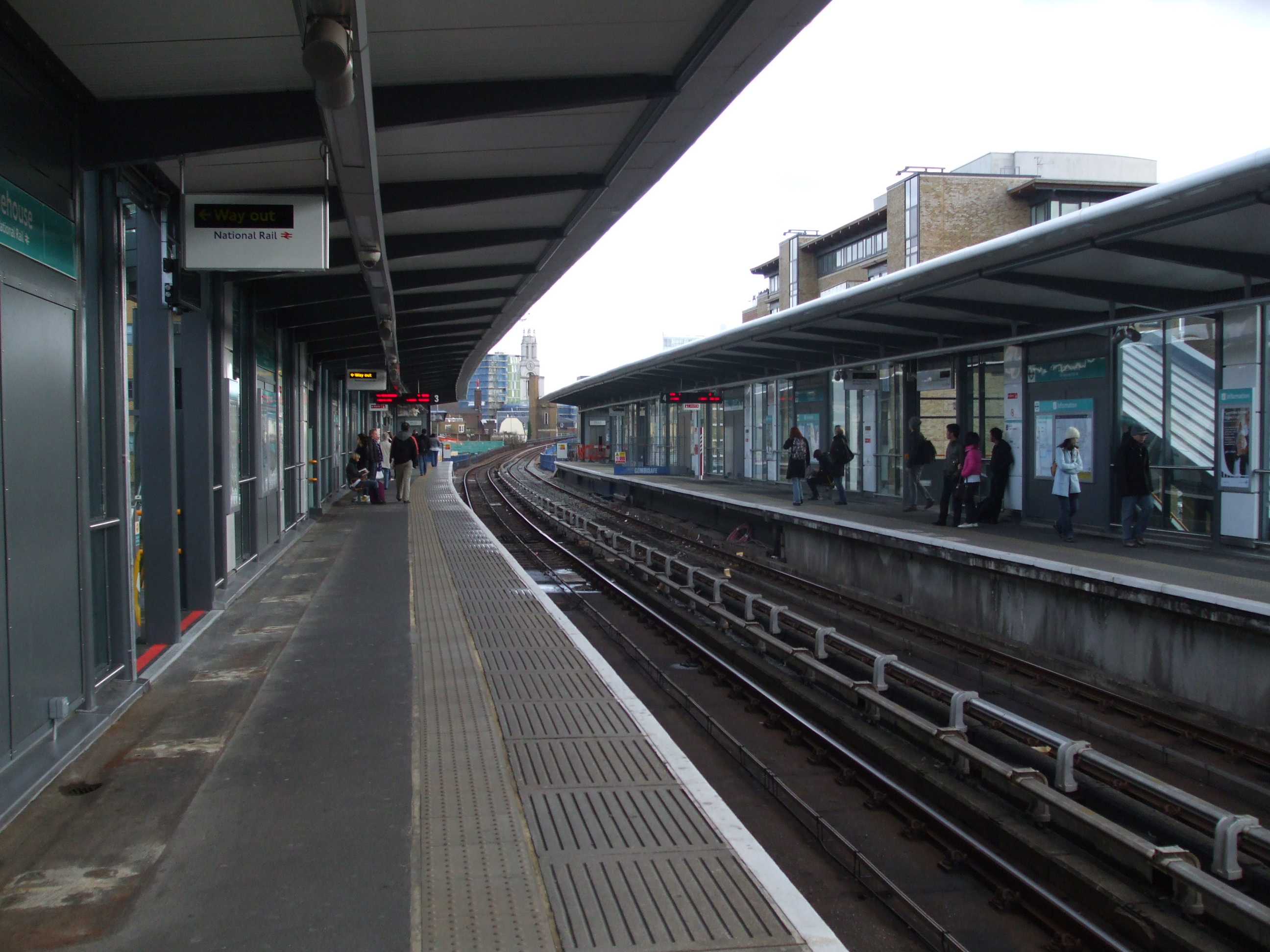
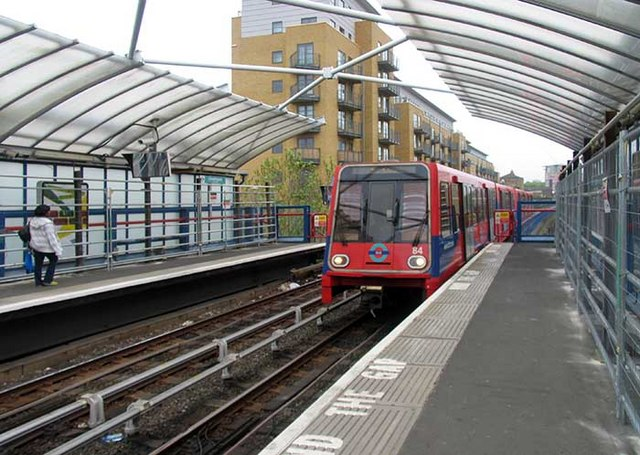
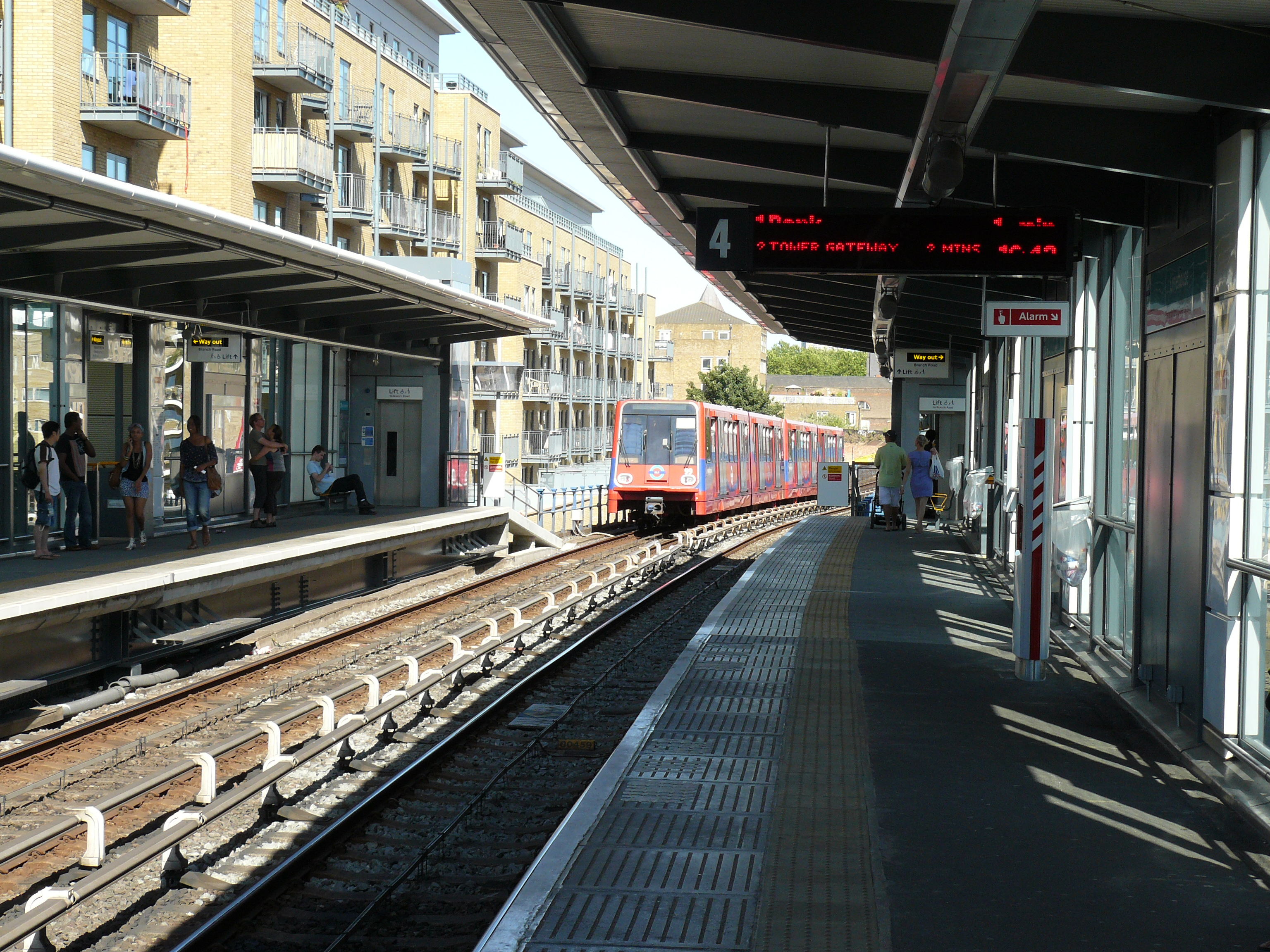

### Intermodalité
Elle est en correspondance avec la gare de Limehouse desservie par les trains voyageurs de c2c.
La station est desservie par les bus des lignes : 15, 115 135, D3, N15, N550 et N551. Des parcs pour les vélos sont disponibles à proximité.

## À proximité
- Limehouse
- Gare de Limehouse